# Lidingöloppet

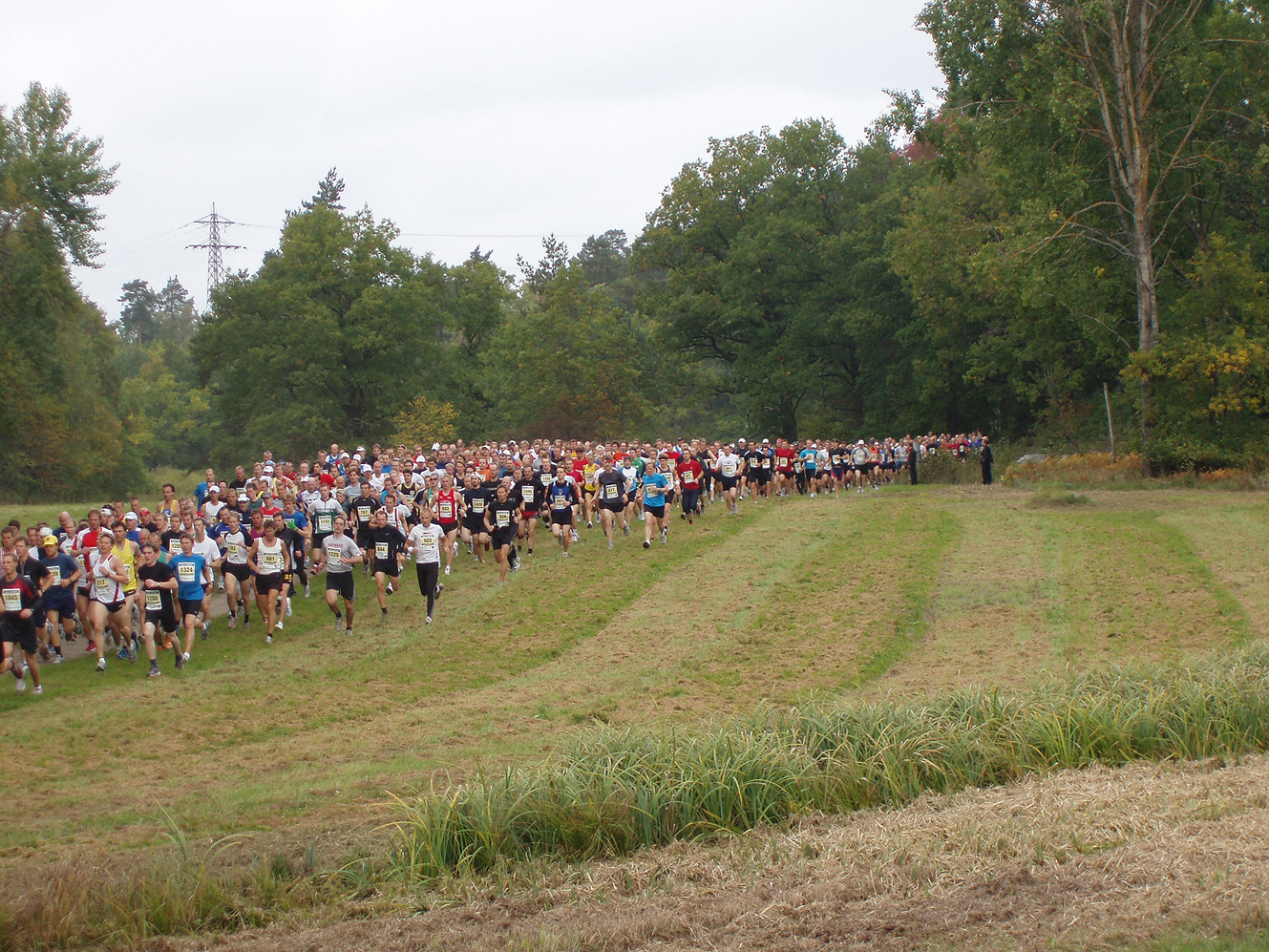
Lidingöloppet am 27. September 2008

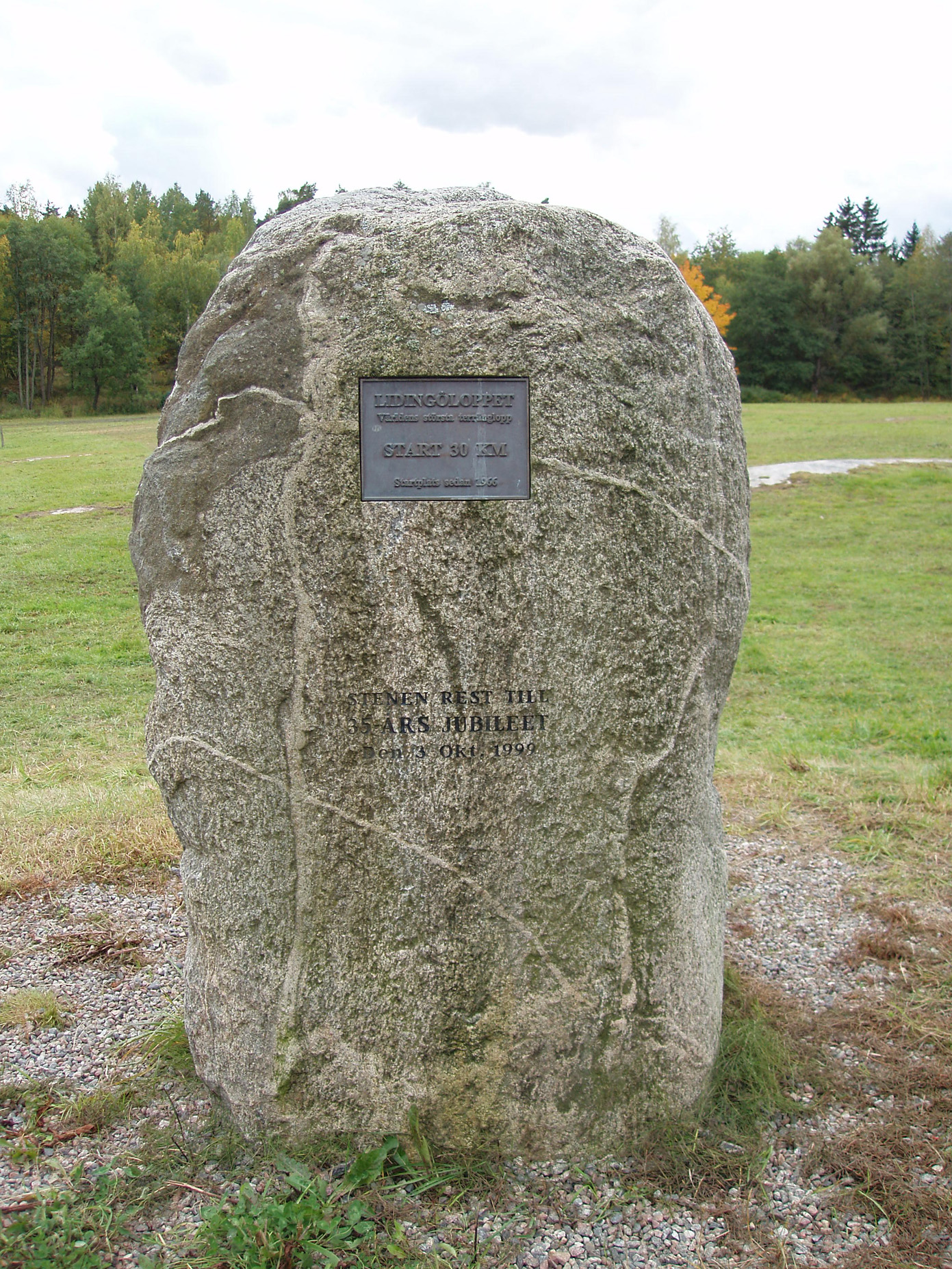
Stein Koltorps gärde zum 35-jährigen Jubiläum des Laufs

Der Lidingöloppet ist ein schwedischer Wettbewerb im Crosslauf über eine Distanz von 30 Kilometer. Veranstalter ist der Sportverein IFK Lidingö.
Erstmals wurde der Laufwettbewerb 1965 durchgeführt. Von den 644 angemeldeten Teilnehmern erreichten dann 512 Läufer das Ziel. Das Rennen verzeichnete seitdem zunehmende Teilnehmerzahlen und wurde zur weltweit größten Veranstaltung dieser Art. 1982 wurde sie deshalb ins Guinness-Buch der Rekorde aufgenommen. Der Lidingöloppet hatte im Jahr 2012 mehr als 44.000 angemeldete Teilnehmer.
Der Lidingöloppet ist Teil eines Gesamtwettbewerbes, der sich schwedischer Klassiker nennt, und aus je einem Langstreckenrennen in vier verschiedenen Sportarten (Skilanglauf, Radfahren, Schwimmen und Crosslauf) besteht. Das Teilnehmerfeld setzt sich aus professionellen Leichtathleten und Freizeitläufern zusammen.